# Tony & Nelly
Tony & Nelly sono stati un duo musicale composto da Tony Cucchiara e Nelly Fioramonti.

## Storia
Già cantanti solisti, i due diventano una coppia nella vita e decidono di portare avanti, oltre alle rispettive carriere soliste, una parallela in duo, incidendo due album con brani originali e qualche cover di canzoni americane: ad esempio vi è Dove andranno i nostri fiori, cover di Where Have All the Flowers Gone di Pete Seeger (il testo italiano è di Daniele Pace) e Ma sto pagando, cover di There But for Fortune di Phil Ochs.
Nel 1969 i due incidono Il tema della vita, sigla della trasmissione televisiva Le strade del folk e Il tempo dell'amore, sigla della trasmissione radiofonica Tony Cucchiara folk, condotta dal cantautore, a cui segue il terzo album, tutto di brani originali.
Nel 1973 la Fioramonti muore di parto, dando alla luce il secondogenito della coppia.

## Discografia

### Album
- 1966 - Tony & Nelly (Durium, ms A 77142)
- 1969 - Folk Theme (Fonit-Cetra, LPQ 09051)
- 1971 - Tema folk (Roman Record Company, RCP 710)

### Singoli
- 1966 - Sarà lunedì/Quando l'amore muore (Durium, Ld A 7464)
- 1966 - Ma sto pagando/La strada che porta a te (Durium, LdA 7483)
- 1967 - La strada nel sole/Vieni (Durium, LdA 7508)
- 1969 - Il tema della vita/Il tempo dell'amore (Fonit Cetra|Fonit, SPF 31243)

### EP
- 1967 - Tony & Nelly (Vogue Durium, DVEP 95 157)
- 1967 - Tony & Nelly Chantent En Français (Vogue Durium, DVEP 95 158)